# بام براون
بام براون (بالإنجليزية: Pam Brown) هي كاتِبة وشاعرة أسترالية، ولدت في 1948 في سيمور في أستراليا.